# Until Dawn : La Mort sans fin
Cet article concerne l'adaptation cinématographique du jeu vidéo. Pour le jeu vidéo original, voir Until Dawn.
Pour plus de détails, voir Fiche technique et Distribution.
Until Dawn : La Mort sans fin (Until Dawn) est un film d'horreur américain réalisé par David F. Sandberg et sorti en 2025.
Il s'agit d'un spin-off du jeu vidéo Until Dawn développé par le studio Supermassive Games et sorti en 2015 sur PlayStation 4. Le film se déroule dans le même univers que le jeu avec une histoire différente et met en scène de nouveaux personnages. L'acteur suédois Peter Stormare y reprend son rôle du Dr Alan J. Hill, qu'il tenait dans le jeu original.

## Synopsis
Clover et ses amis se rendent dans une vallée isolée où sa sœur, Melanie, a disparu l'année précédente. Ils y trouvent un centre abandonné où ils sont tous sauvagement assassinés par un tueur masqué. Néanmoins, ils se réveillent tous en vie et revenus en arrière dans le temps.
Ils réalisent qu'ils sont obligés de revivre la même nuit infernale, la seule différence étant que chaque fois, la menace qui les traque est différente. Avec un nombre limité de vies, le groupe va devoir survivre jusqu'à l'aube afin de pouvoir s'échapper.

## Fiche technique
Sauf indication contraire, les informations mentionnées dans cette section peuvent être confirmées par la base de données cinématographiques IMDb,  présente dans la section « Liens externes ».
- Titre original : Until Dawn
- Titre francophone : Until Dawn : La Mort sans fin
- Réalisation : David F. Sandberg
- Scénario : Blair Butler et Gary Dauberman, d'après le jeu vidéo Until Dawn de Supermassive Games
- Musique : Benjamin Wallfisch
- Direction artistique : Miklos Selmeczy
- Décors : Jennifer Spence
- Photographie : Maxime Alexandre
- Montage : Michel Aller
- Production : Asad Qizilbash, Carter Swan, David F. Sandberg, Lotta Losten, Roy Lee, Gary Dauberman et Mia Maniscalco
- Production déléguée : Charles Miller et Hermen Hulst
- Sociétés de production : Screen Gems, PlayStation Productions, Vertigo Entertainment, Coin Operated et Mangata
- Société de distribution : Sony Pictures Entertainment
- Budget : 15 millions de $
- Pays de production :  États-Unis
- Langue originale : anglais
- Format : couleur — DCP 4K — 2.20 : 1 — son Dolby Atmos
- Genre : horreur
- Durée : 103 minutes
- Dates de sortie : 
  - France, Belgique, Suisse romande et Luxembourg : 23 avril 2025[1]
  - États-Unis et Canada : 25 avril 2025
- Classification :
  - États-Unis : R (interdit aux moins de 17 ans non accompagnés d'un adulte)
  - Québec : interdit aux moins de 13 ans (13 ans +)[2]
  - France : interdit aux moins de 12 ans avec avertissement[note 1] (visa d'exploitation no 164418 délivré le 22 avril 2025)[3]
  - Belgique : potentiellement préjudiciable jusqu'à 16 ans[4]
  - Suisse romande : interdit aux moins de 16 ans[5]
  - Luxembourg : accessible aux personnes âgées de 16 ans et plus[6]

## Distribution
- Ella Rubin (VF : Juliette Lamboley): Clover Paul
- Michael Cimino (VF : Luca Garzo) : Max
- Ji-young Yoo : Megan
- Odessa A'zion (VF : Sophie Ouaknine) : Nina
- Belmont Cameli (VF : Léo Faure) : Abel
- Maia Mitchell (VF : Adeline Chetail) : Melanie Paul
  - Zsófia Temesvári : Melanie en Wendigo
- Peter Stormare (VF : Féodor Atkine) : Dr Alan J. Hill
- Tibor Szauervein : le tueur masqué
- Mariann Hermányi : la sorcière de Glore
- Lotta Losten : la reporter
- Willem van der Vegt : l'homme emprisonné
- Ádám Bot, Ádám Kocsis, Adrienn Mész, Ádám Zambrzycki et Boglárka Heim : les Wendigos
- Rami Malek : Josh Washington (caméo photographique - non crédité)

 Source et légende : version française (VF) sur RS Doublage et le carton cinématographique du doublage français.

## Production

### Genèse et développement
En janvier 2024, Screen Gems et PlayStation Productions annoncent qu'une adaptation du jeu vidéo Until Dawn de Supermassive Games est en développement avec David F. Sandberg à la réalisation et Gary Dauberman à l'écriture du scénario. Une première tentative d'adaptation avait été développée par Blair Butler précédemment. En juin de la même année, Sony Pictures Entertainment confirme le lancement de la production.

### Attribution des rôles
En juin 2024, lors du lancement de la production, il est dévoilé que, comme dans le jeu vidéo, le film se concentrera sur un ensemble de personnages. Ella Rubin, Michael Cimino, Ji-young Yoo et Odessa A'zion sont alors annoncés à la distribution. En août, Maia Mitchell et Belmont Cameli rejoignent le projet, tandis qu'il est annoncé que Peter Stormare, qui interprétait le rôle du Dr Alan J. Hill dans le jeu vidéo, reprendrait le même rôle dans l'adaptation.

### Tournage
Le tournage a débuté le 5 août 2024 à Budapest en Hongrie. Il s'achève le 4 octobre, le même jour que la sortie de la nouvelle version du jeu vidéo sur PlayStation 5 et Windows.